# Европейский центр управления космическими полётами
Европейский центр управления космическими полётами (англ. European Space Operations Centre, ESOC) — научно-исследовательское подразделение Европейского космического агентства, отвечающее за управление спутниками и космическими зондами. Штаб-квартира ESOC расположена в Дармштадте, Германия. Помимо управления большинством космических проектов ЕКА, в ESOC осуществляется контроль над наземными опорными центрами сети ESTRACK.

## История
Необходимость обработки данных, получаемых с космических спутников, повлекла за собой создание сети телеметрических станций ESTRACK (англ. European Space Tracking), которая изначально состояла из четырёх станций, способных принимать сигналы с космических аппаратов:
- в Реду (коммуна Либен), Бельгия;
- в Фэрбанкс, Аляска;
- в Свальбарде, Норвегия;
- на Фолклендских островах.

Вместе с ними был создан центр ESDAC (англ. European Space Data Acquisition Centre), где проходили основные операции по обработке и редактированию получаемой со станций информации. В дальнейшем, ESDAC был переформирован в ESOC.

## Проекты
В настоящее время активными проектами ESOC являются: ERS-2, XMM-Newton, Cluster, Энвисат, Интеграл, Марс-экспресс, Розетта, Венера-экспресс, GOCE, Гершель, Планк и Криосат-2.
Готовящиеся проекты: LISA Pathfinder, ADM-Aeolus, Swarm и Gaia. К наиболее успешным и значимым программам, чьё управление осуществлялось в ESOC, относятся Смарт-1 и Гюйгенс.